# Навсегда
Навсегда — компіляційний альбом української співачки Ірини Білик.

## Перелік пісень
1. Кувала зозуля (1990)
2. Я розкажу (1994)
3. Нова (1995)
4. Так просто (1996)
5. Фарби (1997)
6. Ома (2000)
7. Країна (2003)
8. Любовь. Яд (2004)
9. Bonus-mp3: Навсегда